# AFC Champions League 2013
De AFC Champions League 2013 is de elfde editie van dit voetbaltoernooi voor clubteams dat jaarlijks door de Asian Football Confederation (AFC) wordt georganiseerd. Het toernooi ving aan op 9 februari met de eerste wedstrijd in de voorronde en eindigt op 9 november met de finale.
De titelhouder is het Zuid-Koreaanse Ulsan Hyundai FC.

## Deelname
vijfendertig clubteams uit dertien landen namen aan het toernooi deel. Zes clubs streden in de voorronde om twee plaatsen in het hoofdtoernooi. De loting voor de wedstrijden in de voorronde en de groepsfase vond plaats op 6 december in Kuala Lumpur, Maleisië.
| #      | Land                         | Punten | aantal teams | aantal teams | aantal teams |
| #      | Land                         | Punten | Groepsfase   | Play-off     | AFC Cup      |
| ------ | ---------------------------- | ------ | ------------ | ------------ | ------------ |
| 1      | Saoedi-Arabië                | 860.5  | 4            | 0            | 0            |
| 2      | Qatar                        | 838.2  | 4            | 0            | 0            |
| 3      | Iran                         | 813.5  | 3            | 1            | 0            |
| 4      | Verenigde Arabische Emiraten | 750.2  | 2            | 2            | 0            |
| 5      | Oezbekistan *                | 680.8  | 2            | 1            | 0            |
| 6      | Indonesië                    | −106.4 | 0            | 0            | 2            |
| 7      | Jordanië                     | −128.7 | 0            | 0            | 2            |
| Totaal | Totaal                       | Totaal | 14           | 4            | —            |

| #      | Land       | Punten | aantal teams | aantal teams | aantal teams |
| #      | Land       | Punten | Groepsfase   | Play-off     | AFC Cup      |
| ------ | ---------- | ------ | ------------ | ------------ | ------------ |
| 1      | Japan      | 946.8  | 4            | 0            | 0            |
| 2      | Zuid-Korea | 886.6  | 4            | 0            | 0            |
| 3      | China      | 796.7  | 4            | 0            | 0            |
| 4      | Australië  | 567.0  | 1            | 1            | 0            |
| 5      | Thailand   | 177.2  | 1            | 1            | 0            |
| 6      | Singapore  | −135.1 | 0            | 0            | 2            |
| 7      | Vietnam    | −815.7 | 0            | 0            | 2            |
| Totaal | Totaal     | Totaal | 15           | 2            | —            |

Opmerking
- 1 team van Oezbekistan is verhuisd naar de Oost-Azië zone

## Kalender
De kalender voor de AFC Champions League is als volgt:
| Fase                   | Ronde        | Loting                                   | 1e wedstrijd        | 2e wedstrijd        |
| ---------------------- | ------------ | ---------------------------------------- | ------------------- | ------------------- |
| Kwalificatie play-offs | Finales      | 6 december 2012 (Kuala Lumpur, Maleisië) | 9 februari 2013     | 9 februari 2013     |
| Groepsfase             | Speeldag 1   | 6 december 2012 (Kuala Lumpur, Maleisië) | 26–27 februari 2013 | 26–27 februari 2013 |
| Groepsfase             | Speeldag 2   | 6 december 2012 (Kuala Lumpur, Maleisië) | 12–13 maart 2013    | 12–13 maart 2013    |
| Groepsfase             | Speeldag 3   | 6 december 2012 (Kuala Lumpur, Maleisië) | 2–3 april 2013      | 2–3 april 2013      |
| Groepsfase             | Speeldag 4   | 6 december 2012 (Kuala Lumpur, Maleisië) | 9–10 april 2013     | 9–10 april 2013     |
| Groepsfase             | Speeldag 5   | 6 december 2012 (Kuala Lumpur, Maleisië) | 23–24 april 2013    | 23–24 april 2013    |
| Groepsfase             | Speeldag 6   | 6 december 2012 (Kuala Lumpur, Maleisië) | 30 april–1 mei 2013 | 30 april–1 mei 2013 |
| Knock-outfase          | Laatste 16   | 6 december 2012 (Kuala Lumpur, Maleisië) | 14–15 mei 2013      | 21–22 mei 2013      |
| Knock-outfase          | Kwartfinale  | 20 juni 2013 (Kuala Lumpur, Maleisië)    | 21 augustus 2013    | 18 september 2013   |
| Knock-outfase          | Halve finale | 20 juni 2013 (Kuala Lumpur, Maleisië)    | 25 september 2013   | 2 oktober 2013      |
| Knock-outfase          | Finale       | 20 juni 2013 (Kuala Lumpur, Maleisië)    | 25 oktober 2013     | 9 november 2013     |

## Kwalificatie play-off
De winnaars van elke wedstrijd plaatste zich voor de groepsfase.
| Team 1         | Res.                          | Team 2             |
| West-Azië      | West-Azië                     | West-Azië          |
| -------------- | ----------------------------- | ------------------ |
| Saba Qom       | 1-1 n.v. 3-5 na strafschoppen | Al-Shabab Al-Arabi |
| Al-Nasr        | 3-2                           | Lokomotiv Tashkent |
| Oost-Azië      |                               |                    |
| Buriram United | 0-0 n.v. 3-0 na strafschoppen | Brisbane Roar      |

## Groepsfase
De loting voor de groepsfase vond plaats op 6 december 2012. De 32 teams werd ingedeeld in acht groepen van 4 teams waarvan de eerste 2 van elke groep doorgaan naar de laatste 16.

### Groep A
| Team         | AW | G | G | V | DV | DT | DS | Pnt |
| ------------ | -- | - | - | - | -- | -- | -- | --- |
| Al-Shabab    | 6  | 4 | 1 | 1 | 7  | 5  | +2 | 13  |
| El Jaish     | 6  | 3 | 2 | 1 | 14 | 9  | +5 | 11  |
| Al-Jazira    | 6  | 1 | 2 | 3 | 7  | 10 | −3 | 5   |
| Tractor Sazi | 6  | 1 | 1 | 4 | 8  | 12 | −4 | 4   |

### Groep B
| Team               | AW | G | G | V | DV | DT | DS | Pnt |
| ------------------ | -- | - | - | - | -- | -- | -- | --- |
| Lekhwiya           | 6  | 3 | 2 | 1 | 10 | 7  | +3 | 11  |
| Al-Shabab Al-Arabi | 6  | 3 | 0 | 3 | 9  | 9  | ±0 | 9   |
| Al-Ettifaq         | 6  | 2 | 1 | 3 | 6  | 5  | +1 | 7   |
| Pakhtakor Tasjkent | 6  | 2 | 1 | 3 | 6  | 9  | −3 | 7   |

### Groep C
| Team        | AW | G | G | V | DV | DT | DS | Pnt |
| ----------- | -- | - | - | - | -- | -- | -- | --- |
| Al-Ahli     | 6  | 4 | 2 | 0 | 16 | 8  | +8 | 14  |
| Al-Gharrafa | 6  | 3 | 1 | 2 | 13 | 11 | +2 | 10  |
| Sepahan     | 6  | 3 | 0 | 3 | 12 | 13 | −1 | 9   |
| Al-Nassr    | 6  | 0 | 1 | 5 | 7  | 16 | −9 | 1   |

### Groep D
| Team      | AW | G | G | V | DV | DT | DS | Pnt |
| --------- | -- | - | - | - | -- | -- | -- | --- |
| Esteghlal | 6  | 4 | 1 | 1 | 11 | 5  | +6 | 13  |
| Al-Hilal  | 6  | 4 | 0 | 2 | 10 | 6  | +4 | 12  |
| Al-Ain    | 6  | 2 | 0 | 4 | 6  | 9  | −3 | 6   |
| Al-Rayyan | 6  | 1 | 1 | 4 | 4  | 13 | −9 | 4   |

### Groep E
| Team           | AW | G | G | V | DV | DT | DS | Pnt |
| -------------- | -- | - | - | - | -- | -- | -- | --- |
| FC Seoul       | 6  | 3 | 2 | 1 | 11 | 5  | +6 | 11  |
| Buriram United | 6  | 1 | 4 | 1 | 6  | 6  | ±0 | 7   |
| Jiangsu Sainty | 6  | 2 | 1 | 3 | 5  | 10 | −5 | 7   |
| Vegalta Sendai | 6  | 1 | 3 | 2 | 5  | 6  | −1 | 6   |

### Groep F
| Team                   | AW | G | G | V | DV | DT | DS  | Pnt |
| ---------------------- | -- | - | - | - | -- | -- | --- | --- |
| Guangzhou Evergrande   | 6  | 3 | 2 | 1 | 14 | 5  | +9  | 11  |
| Jeonbuk Hyundai Motors | 6  | 2 | 4 | 0 | 10 | 6  | +4  | 10  |
| Urawa Red Diamonds     | 6  | 3 | 1 | 2 | 11 | 11 | ±0  | 10  |
| Muangthong United      | 6  | 0 | 1 | 5 | 4  | 17 | −13 | 1   |

### Groep G
| Team                | AW | G | G | V | DV | DT | DS | Pnt |
| ------------------- | -- | - | - | - | -- | -- | -- | --- |
| Bunyodkor           | 6  | 2 | 4 | 0 | 6  | 3  | +3 | 10  |
| Beijing Guoan       | 6  | 2 | 3 | 1 | 4  | 2  | +2 | 9   |
| Pohang Steelers     | 6  | 1 | 4 | 1 | 5  | 6  | −1 | 7   |
| Sanfrecce Hiroshima | 6  | 0 | 3 | 3 | 2  | 6  | −4 | 3   |

### Groep H
| Team                    | AW | G | G | V | DV | DT | DS  | Pnt |
| ----------------------- | -- | - | - | - | -- | -- | --- | --- |
| Kashiwa Reysol          | 6  | 4 | 2 | 0 | 14 | 4  | +10 | 14  |
| Central Coast Mariners  | 6  | 2 | 1 | 3 | 5  | 9  | −4  | 7   |
| Guizhou Renhe           | 6  | 1 | 3 | 2 | 6  | 7  | −1  | 6   |
| Suwon Samsung Bluewings | 6  | 0 | 4 | 2 | 4  | 9  | −5  | 4   |

## Knock-outfase

### Laatste 16
| Team 1                  | Tot. | Team 2                  | 1e wedstr. | 2e wedstr. |
| ----------------------- | ---- | ----------------------- | ---------- | ---------- |
| Al-Gharafa              | 1-5  | Al-Shabab               | 1-2        | 0-3        |
| El Jaish                | 1-3  | Al-Ahli                 | 1-1        | 0-2        |
| Al-Hilal                | 2-3  | Lekhwiya Sports Club    | 0-1        | 2-2        |
| Al Shabab Al Arabi Club | 2-4  | Esteghlal FC            | 2-4        | 0-0        |
| Beijing Guoan           | 1-3  | FC Seoul                | 0-0        | 1-3        |
| Buriram United          | 2-1  | Bunyodkor               | 2-1        | 0-0        |
| Central Coast Mariners  | 1-5  | Guangzhou Evergrande FC | 1-2        | 0-3        |
| Jeonbuk Hyundai Motors  | 2-5  | Kashiwa Reysol          | 0-2        | 2-3        |

### Kwartfinales
| Team 1                  | Tot.    | Team 2               | 1e wedstr. | 2e wedstr. |
| ----------------------- | ------- | -------------------- | ---------- | ---------- |
| Al-Ahli                 | 1-2     | FC Seoul             | 1-1        | 0-1        |
| Esteghlal FC            | 3-1     | Buriram United       | 1-0        | 2-1        |
| Kashiwa Reysol          | 3-3 (u) | Al Shabab            | 1-1        | 2-2        |
| Guangzhou Evergrande FC | 6-1     | Lekhwiya Sports Club | 2-0        | 4-1        |

### Halve finales
| Team 1         | Tot. | Team 2                  | 1e wedstr. | 2e wedstr. |
| -------------- | ---- | ----------------------- | ---------- | ---------- |
| FC Seoul       | 4-2  | Esteghlal FC            | 2-0        | 2-2        |
| Kashiwa Reysol | 1-8  | Guangzhou Evergrande FC | 1-4        | 0-4        |

### Finale
| Team 1   | Tot. | Team 2                  | 1e wedstr. | 2e wedstr. |
| -------- | ---- | ----------------------- | ---------- | ---------- |
| FC Seoul | 3-3  | Guangzhou Evergrande FC | 2-2        | 1-1        |